# Обершвајнбах
Обершвајнбах (њем. Oberschweinbach) општина је у њемачкој савезној држави Баварска. Једно је од 23 општинска средишта округа Фирстенфелдбрук. Према процјени из 2010. у општини је живјело 1.534 становника. Посједује регионалну шифру (AGS) 9179140.

## Географски и демографски подаци
Обершвајнбах се налази у савезној држави Баварска у округу Фирстенфелдбрук. Општина се налази на надморској висини од 548 метара. Површина општине износи 7,2 km². У самом мјесту је, према процјени из 2010. године, живјело 1.534 становника. Просјечна густина становништва износи 212 становника/km².